# La casa dei fantasmi (videogioco)
La casa dei fantasmi (The Haunted Mansion) è un videogioco in stile avventura dinamica in terza persona pubblicato nel 2003 dalla High Voltage Software. Il videogioco è basato sull'omonima attrazione e sul relativo film del 2003, nonostante presenti una trama e personaggi totalmente diversi da quelli della pellicola. La High Voltage Software aveva programmato una conversione de La casa dei fantasmi per Game Boy Advance, ma la sua pubblicazione venne cancellata e bloccata dalla Nintendo.

## Trama
Un palazzo anteguerra e coloniale olandese del XIX secolo influenzato dal rinascimento situato in un bayou vicino a New Orleans, in Louisiana, era una casa felice di una famiglia (presumibilmente la famiglia Gracey) e di fantasmi residenti amichevoli fino a quando le forze del male conosciute come l'Ordine delle Tenebre, guidato dal malvagio stregone Atticus Thorn, terrorizzò la villa, inclusa la famiglia, inducendoli ad abbandonare la casa e costringendo tutti i fantasmi residenti nella villa a servire la sua volontà.
Il famoso e paranoico autore Ezekiel Holloway, noto anche come Zeke, trascorse la maggior parte della sua vita negli orfanotrofi dopo la morte di suo padre e la scomparsa di sua madre durante la Guerra Civile. Qualche tempo dopo, è andato da solo a intraprendere una carriera; la sua vera passione era scrivere, poiché ha sempre sognato di diventare un autore. La sua disperazione alla ricerca di un lavoro che aiuti a finanziare la sua passione lo porta a scoprire una pubblicità fuorviante su un giornale sull'essere un custode della suddetta villa.
Prendendo la decisione di accettare il lavoro, si reca alla villa il 17 ottobre 1879. Dopo aver esaminato la villa all'arrivo, viene accolto da sei fantasmi amichevoli, schiavi di Atticus Thorn, che lo fanno svenire per l'orrore. Quando si sveglia uno spirito in una sfera di cristallo verde di nome Madame Leota lo informa che Atticus Thorn ha intrappolato 999 anime nella villa come parte del suo tentativo di conquistare l'Aldilà e dovrebbe essere inviato nelle profondità dell'Aldilà. Lo informa anche di come usare la Luce delle Anime: una lanterna magica che spara lampi di luce per combattere gli spiriti maligni. Leota dice anche che la Luce è usato per distruggere il male per il bene.
Nonostante le sue paure, Zeke accetta di aiutarli e gli viene data l'arma. Viaggia per la villa, liberando fantasmi avvizziti e raccogliendo le leggendarie Gemme delle Anime, gli oggetti che potenziano la Luce, dai fantasmi amichevoli. Nel corso degli eventi, Atticus Thorn, che Zeke combatte quattro volte, osserva con sadico piacere.
Dopo aver combattuto dozzine di nemici e i malvagi seguaci di Atticus Thorn, Zeke alla fine ottiene un anello da pirata che sblocca un passaggio per la Volta delle Ombre, la tana segreta di Thorn dietro un dipinto nel Foyer. Atticus rivela il suo piano per conquistare sia l'aldilà che la terra dei vivi, e ruba il faro delle anime a Zeke. Zeke e Leota affrontano quindi la vera forma di Atticus Thorn: ovvero una gigantesca creatura simile a un verme. Dopo la morte di Atticus, Zeke ne esce vittorioso e viene ringraziato dai fantasmi amichevoli. La casa dei fantasmi è finalmente tornato alla luce e i 999 spiriti sono liberati e si spostano in paradiso. Zeke è impiegato come custode della tenuta e continua a vivere in armonia con i fantasmi rimasti insieme a Madame Leota. Quindi persegue il suo sogno di scrittore e autore riconosciuto sotto la guida di Leota e degli altri fantasmi in seguito.